# Brostep
Bei Brostep handelt es sich um einen Szenebegriff, mit dem die kommerziellere und aggressivere Variante des Dubstep bezeichnet wird. Während das Wesensmerkmal des traditionellen Dubsteps in der Sub-Bass-Betonung und der Produktionsweise des Dubs liegt, zeichnet sich Brostep vor allem durch seine Fokussierung auf die Mittelton-Frequenzen aus, meist ohne den Dubstep-typischen Dub-Charakter. Die Musik ist heftiger als der herkömmliche Dubstep und nutzt in der Regel markante Wobble-Bässe.
Der englische DJ Rusko gilt als Urheber dieser Richtung, er erfand das Brostep-Genre mit dem Track „Cockney Thug“. Er selbst meint, dass Brostep viel zu weit gegangen sei und ihm die Musikrichtung nicht mehr gefalle. Mit der zunehmenden Popularität von Dubstep in den USA wurde auch der in Großbritannien oft als „mid-range cack“ bezeichnete Stil importiert und erhielt die geringschätzig gemeinte Bezeichnung Brostep. Größere Bekanntheit erhielt er durch Skrillex, der Brostep mit Electro, House und Rock mischt.
Produzenten, die neben Rusko und Skrillex teilweise dem Brostep-Genre zugeordnet werden, sind u. a. Excision, Kill the Noise, Flux Pavilion und Doctor P.